# Claudina García Pérez
García  Pérez est un nom espagnol. Le premier nom de famille, en général paternel, est García ; le second, en général maternel, souvent omis, est Pérez.
Pour les articles homonymes, voir García et Pérez.
Claudina García Pérez, née à Miranda de Ebro le 26 janvier 1889 et morte le 18 avril 1968 à Mexico, est une syndicaliste socialiste et femme politique républicaine espagnole, exilée durant la guerre d'Espagne.

## Biographie
Elle s'installe à Madrid vers 1909 à l'âge de 20 ans et y vit avec sa jeune sœur Concepción. Toutes deux sont modistes et s'affilient à la Agrupación Femenina Socialista de Madrid (AFSM) en juin 1918.
Elle épouse, vers 1918, Modesto Pereira Sanz, membre de la Société des ébénistes de Madrid, affilié au PSOE, et elle commence à occuper plusieurs missions dans le parti.
Toujours avec sa sœur, elle milite pour le droit de vote des femmes et participe aux meetings de l'AFSM, aux côtés de sa présidente Isabel Oyarzábal et de Clara Campoamor et Concepción Aleixandre. En 1926, elle propose le “programme de revendications féministes” à l'AFSM.
Elle continue ses activités militantes pour les droits des femmes en Espagne, notamment au sein des associations des femmes ouvrières du textile avec l'UGT.
Elle est candidate du PSOE à Palencia aux élections générales de 1933 et reste l'une des dirigeantes du Comité National de l'UGT de 1932 à 1937.

### Guerre civile et exil
Durant la guerre civile espagnole, ses enfants sont envoyés à Valence et son mari meurt à Madrid en 1938. Elle tente d'embarquer avec ses enfants pour Alger, mais en est empêchée par l'armée italienne. La famille est internée dans les camps de concentration franquistes. Claudina est incarcérée à la prison de Ventas, à Madrid.
Elle réussit à fuir en décembre 1946 et rejoint la France et vit à Paris. En juin 1947, elle participe à la Conférence socialiste internationale de Zurich comme secrétaire du Secrétariat féminin du PSOE et militante socialiste clandestine. En février 1948, elle s'exile au Mexique où elle continue sa lutte antifranquiste.